# Jestem Polakiem (pismo)
Jestem Polakiem – polski emigracyjny tygodnik wydawany w Londynie w czasie II wojny światowej, związany z Narodową Demokracją. W piśmie publikował m.in. Jerzy Pietrkiewicz.